# Karl von Strantz (General, 1783)
Karl Adolf Ferdinand von Strantz (* 10. Mai 1783 in Landsberg an der Warthe; † 3. August 1865 in Breslau) war ein preußischer Generalleutnant.

## Leben

### Herkunft
Karl war der Sohn des preußischen Generalmajors Hans von Strantz (1739–1815) und dessen zweiter Ehefrau Luise Sophie, geborene von der Asseburg (1757–1846). Seine Schwester Henriette Helene Charlotte (1777–1863) war mit dem Generalmajor Ludwig von Paulsdorff (1769–1830) verheiratet, sein Bruder Ludwig Maximilian Sigismund (1788–1839) starb als Oberst und Kommandeur des 9. Husaren-Regiments, ein weiterer Bruder fiel 1813 bei Leipzig.

### Militärkarriere
Strantz trat 1797 als Junker in das Dragonerregiment seines Vaters ein und avancierte bis Juni 1800 zum Sekondeleutnant. Während des Vierten Koalitionskriegs geriet er in der Schlacht bei Auerstedt in Kriegsgefangenschaft.
Nach dem Frieden von Tilsit kam er am 10. Juni 1809 als ältester Sekondeleutnant in das Brandenburgische Ulanen-Regiment. Dort stieg er Anfang Oktober 1810 zum Premierleutnant auf und nahm 1812 mit seinem Regiment an der Seite Frankreichs am Feldzug gegen Russland teil. Bei Dünaburg wurde er verwundet, kämpfte bei Krasnoje und erlitt bei Daugilischken erneut ein Verwundung. Für sein Verhalten in der Schlacht an der Beresina erhielt Strantz das Kreuz der Ehrenlegion. In der Zeit wurde er am 10. November 1812 zum Stabsrittmeister befördert. Am 18. Februar 1813 zeichnete ihn König Friedrich Wilhelm III. mit dem Orden Pour le Mérite aus. Am 8. März 1813 avancierte Strantz zum Rittmeister und Eskadronchef.
Während der Befreiungskriege bekam er für die Schlacht an der Katzbach eine Belobigung, bei Völkerschlacht bei Leipzig erwarb Strantz das Eiserne Kreuz II. Klasse und auch für Laon erneut eine Belobigung. Ferner befand er sich in den Schlachten bei Paris, Ligny und Belle Alliance sowie bei den Gefechten von Löwenberg, Goldberg, Bischofswerda, Reichenbach, Château-Thierry, Saint-Dizier als auch dem Übergang bei Wartenburg. Am 29. März 1815 wurde er als ältester Rittmeister in das 5. Ulanen-Regiment versetzt.
Nach dem Krieg wurde Strantz Ende März 1819 als Major dem Garde-Landwehr-Kavallerie-Regiment aggregiert sowie am 14. April 1819 als etatsmäßiger Stabsoffizier einrangiert. Am 3. April 1820 kam er in das Garde-Ulanen-Regiment und am 6. Juni 1821 als Adjutant des Prinzen Friedrich von Preußen, seinerzeit Kommandeur der 14. Division, kommandiert. Unter Belassung in dieser Stellung wurde Strantz 1822 dem Garde-Kürassier-Regiment aggregiert. Im Jahr 1825 erhielt er das Dienstkreuz und wurde am 27. August 1830 mit dem Ritterkreuz des Guelphen-Ordens sowie am 21. November 1830 mit dem St. Johanniter-Orden ausgezeichnet. Als Oberstleutnant beauftragte man ihn am 13. November 1834 zunächst mit der Führung des 4. Kürassier-Regiments und ernannte Strantz am 9. September 1835 zum Regimentskommandeur. In dieser Eigenschaft wurde er am 13. September 1835 mit dem Orden der Heiligen Anna II. Klasse ausgezeichnet und steig am 30. März 1836 zum Oberst auf. Mit der Beförderung zum Generalmajor erhielt Strantz am 7. April 1842 das Kommando über die 14. Kavallerie-Brigade in Düsseldorf. Am 11. August 1842 wurde er zum Kommandeur des Ordens der Eichenkrone ernannt und am 12. September 1842 mit dem Roten Adlerorden II. Klasse mit Eichenlaub ausgezeichnet. Unter Verleihung des Charakters als Generalleutnant nahm Strantz am 15. Mai 1845 seinen Abschied mit einer jährlichen Pension von 2250 Talern.
Für seine 50-jährliche Inhaberschaft des Ordens Pour le Mérite verlieh ihm König Wilhelm I. am 9. Januar 1862 die Krone zu dieser Auszeichnung. Er starb am 3. August 1865 in Breslau.

### Familie
Strantz heiratete am 29. April 1811 in Berlin Sophie Charlotte Gräfin von Wylich und Lottum (1793–1869). Sie war eine Tochter des Grafen Karl Friedrich Johann Gustav von Wylich und Lottum (1762–1828) und der Ernestine Magdalene Sophie von Clermont (1772–1843). Das Paar hatte mehrere Kinder:
- Karl Theodor (1820–1895), preußischer Generalleutnant
- Friedrich Balzer (1829–1897), preußischer Generalleutnant ⚭ Wally Auguste Henriette von Wedel (1841–1907)